# Cantiere Navale Triestino
A Cantiere Navale Triestino foi um estaleiro naval sediado em Monfalcone, no litoral do Mar Adriático. Foi fundado em 1907 pelos irmãos Callisto, Alberto e Fausto Cosulich, donos de veleiros que se mudaram para Trieste, na Áustria-Hungria, em 1889 e pelos anos seguintes aproveitaram-se do crescimento industrial e influxo de imigrantes da região para crescer seus negócios.
Os Cosulich contrataram o engenheiro naval britânico James Steward para atuar como diretor técnico do estaleiro, trazendo também consigo um núcleo diretivo e de trabalhadores britânicos. O primeiro navio construído no novo estaleiro foi o navio de carga SS Trieste, lançado ao mar em 1908. A Cantiere Navale Triestino logo se tornou uma das principais empresas de Monfalcone, influenciando a economia da região e ajudando a cidade a quadruplicar sua população em apenas quatro anos.
Monfalcone passou para o domínio da Itália após a Primeira Guerra Mundial. O estaleiro foi danificado durante a guerra, porém voltou a funcionar apenas um ano após o fim do conflito. A empresa continuou a operar pela década seguinte, porém crises financeiras afetaram a Cantiere Navale Triestino, que em 1930 decidiu se fundir com a vizinha Stabilimento Tecnico Triestino a fim de formar a Cantieri Riuniti dell'Adriatico para poderem aproveitar melhor o mercado e crescimento industrial.